# Goran Bunjevčević

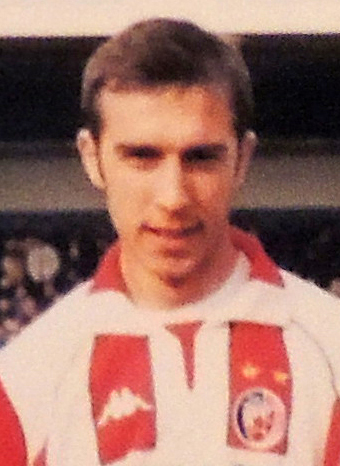
Goran Bunjevčević numa partida entre o OFK Beograd e o Estrela Vermelha (seu time), jogada no Estádio Omladinski em 2000.

Goran Bunjevčević - em sérvio, Горан Буњевчевић (Karlovac, 17 de fevereiro de 1973 – 28 de junho de 2018) - foi um futebolista sérvio nascido na atual Croácia que atuou como zagueiro.

## Carreira
Em clubes defendeu FK Grafičar, FK BASK, Rad Belgrado, Estrela Vermelha, Tottenham Hotspur e ADO Den Haag.
Integrou o elenco da Iugoslávia na Euro 2000 mas não entrou em campo.

## Falecimento
Faleceu em 28 de junho de 2018 aos 45 anos de idade, após sofrer um AVC em abril.